# ヒルンド (小惑星)
ヒルンド (706 Hirundo) は小惑星帯に位置する小惑星である。ハイデルベルクのケーニッヒシュトゥール天文台でヨーゼフ・ヘルフリッヒによって発見された。
ラテン語でツバメを意味する「ヒルンド」に因んで命名された。